# Melanie Cervantes
Pour les articles homonymes, voir  Cervantes.
Melanie Cervantes, née à Harbor City en Californie, est une artiste et activiste chicana basée dans la région de la baie de San Francisco. 

## Enfance
Melanie Cervantes grandit dans une petite ville de la région de South Bay de Los Angeles, en Californie. Son père y exerce le métier d'imprimeur de boîtes en carton. La pauvreté de sa famille contribue à stimuler son intérêt pour l'art par la nécessité de créer ses propres vêtements. Ce fut sa première école.  
En 2004, Melanie Cervantes est diplômée en études ethniques à l'Université de Californie à Berkeley. 

## Carrière
Melanie Cervantes travaille en tant que responsable de programme à la Fondation Akonadi, qui soutient les organisations contribuant à la lutte contre le racisme structurel aux États-Unis. Pendant son séjour à Akonadi, elle cofonde le Bay Area Justice Funders Network, une alliance de bailleurs de fonds travaillant à renforcer l'attribution de subventions pour les mouvements de justice sociale dans la Baie de San Francisco et sa région. 
En tant qu'artiste, Cervantes expose à de nombreuses reprises : 
- Galería de la Raza (San Francisco) ;
- Woman Made Gallery et National Museum of Mexican Art (Chicago) ;
- Centre des arts culturels Mexic-Arte et Guadalupe (Austin) ;
- Crewest (Los Angeles) ;
- Musée d'Aquitaine (Bordeaux, France)[3].

En 2007, elle cofonde Dignidad Rebelde avec le graveur Jesus Barraza. Ce projet d'arts graphiques collaboratif s'ancre dans les principes du féminisme chicana et du zapatisme pour traduire en œuvres d'art des histoires de lutte et de résistance qui peuvent ensuite être remises aux communautés qui les inspirent. Leur art met en lumière des problèmes liés à l'immigration, à la réforme des prisons, aux mouvements de libération du Tiers monde et à l'injustice économique. 
Le travail de Melanie Cervantes est cité dans le livre Creating Azatlán de Dylan Miner et dans Women, Mujeres, Ixoq: Revolutionary Visions que Claudia D. Hernández consacre aux études chicana/o sur les femmes révolutionnaires de couleurs .  
En 2019, elle reçoit la bourse Art in Resistance pour une durée de deux ans,. Cervantes est également membre du collectif Justseeds, du Taller Tupac Amaru et du Consejo Gráfico.  

## Voir également
- Chicano